# Enzo Maccarinelli
Enzo Maccarinelli (* 20. August 1980 in Swansea, Wales) ist ein ehemaliger britischer Profiboxer und ehemaliger Weltmeister der WBO im Cruisergewicht.

## Karriere
Bei den Amateuren wurde er neunmal Waliser Meister und gewann bei den Erwachsenen (Elite-Klasse) jeden seiner zwölf Kämpfe durch Knockout. 1999 wechselte er mit seinem Trainer Charlie Pearson ins Profilager. Nach drei Siegen erlitt er im Mai 2000 eine K.-o.-Niederlage gegen Rechtsausleger Lee Swaby. Bis Mitte 2003 folgten wieder zehn Siege, davon sieben vorzeitig. Im Juni 2003 besiegte er Bruce Scott beim Kampf um den vakanten WBU-Titel vorzeitig in der vierten Runde. Anschließend gewann er noch sieben Titelverteidigungen und zwei weitere Kämpfe, davon sieben vorzeitig. Zu den dabei besiegten Gegnern zählten Garry Delaney, Ismail Abdoul, Jesper Kristiansen und Mark Hobson, die zur europäischen Mittelklasse gerechnet wurden.
Den Aufstieg schaffte er im Juli 2006 mit einem t.K.o.-Sieg in der neunten Runde gegen Ex-WBC-Weltmeister Marcelo Domínguez. Ein länger geplanter Kampf gegen WBO-Weltmeister Johnny Nelson kam anschließend nicht zustande, da Nelson unter anderem verletzungsbedingt ausfiel und dann sogar den Titel niederlegte. Maccarinelli wurde daraufhin im September 2006 kampflos zum neuen WBO-Weltmeister ernannt. Den Titel verteidigte er ungefährdet durch K. o. gegen Mark Hobson, Bobby Gunn und den unbesiegten Mohamed Azzaoui, sowie einstimmig nach Punkten gegen Ex-WBC-Weltmeister Wayne Braithwaite.
Im März 2008 wurde er bereits in der zweiten Runde von David Haye besiegt, der damit zum Titelträger der WBO, WBC und WBA aufstieg. Nach einem Sieg gegen Mathew Ellis, verlor Maccarinelli anschließend auch noch vorzeitig gegen Ola Afolabi und Denis Lebedew.
Es folgten zwei Aufbausiege und im April 2010 der Gewinn der Europameisterschaft im Cruisergewicht (EBU) durch Sieg in der ersten Runde gegen den Russen Alexander Kotlobay. In der ersten Titelverteidigung im September 2010 unterlag er gegen Alexander Frenkel. In seinen folgenden sieben Kämpfen ging er sechsmal als Sieger hervor, wobei er die Britische Meisterschaft im Cruisergewicht und die Commonwealth-Meisterschaft im Halbschwergewicht gewann. Seine Niederlage in diesem Zeitraum erlitt er gegen Ovill McKenzie, den er jedoch im Rückkampf besiegte.
Am 5. April 2014 boxte er in Rostock gegen Jürgen Brähmer um die Weltmeisterschaft im Halbschwergewicht nach Version der WBA. Dabei musste er sich jedoch aufgrund einer starken Schwellung am rechten Auge nach der fünften Runde durch Aufgabe seiner Ringecke geschlagen geben.
Im Dezember 2015 besiegte er Roy Jones junior durch K. o. in der vierten Runde.
Im Juni 2016 verlor er beim Kampf um die Europameisterschaft gegen Dmytro Kucher in der ersten Runde durch technischen K. o.
Dieser Kampf war vermutlich sein letzter Profikampf seiner Boxkarriere.